# Rocs de la Combe
Ne doit pas être confondu avec Roc de Combe.
Les rocs de la Combe sont une montagne de France située en Haute-Savoie, dans le massif des Bauges. Ce crêt est situé dans le même alignement que le Taillefer et le roc de Four Magnin, parallèlement au roc des Bœufs à l'ouest et à la montagne du Charbon à l'est, au sud du lac d'Annecy.

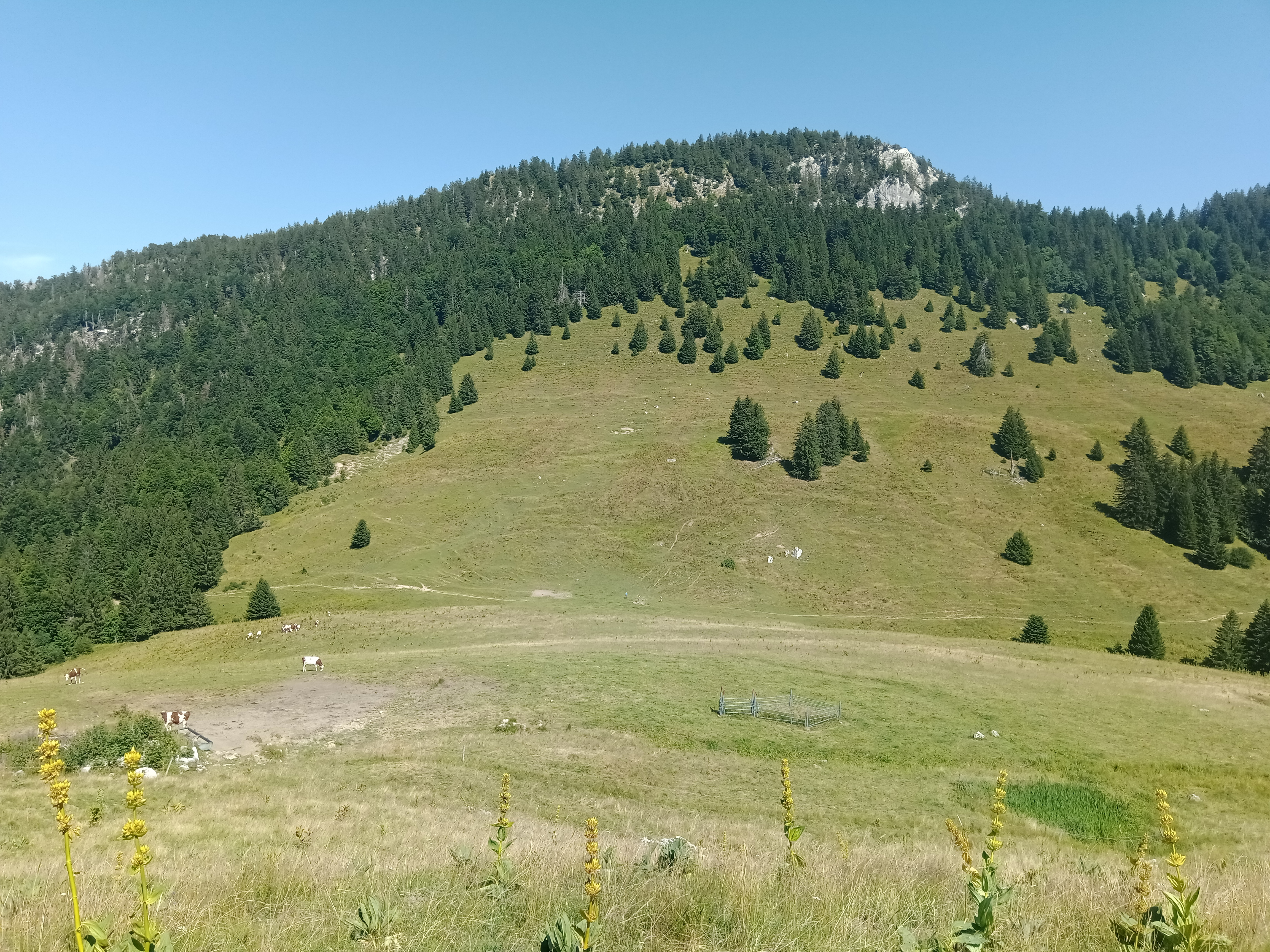
Les rocs de la Combe vus depuis le col de la Frasse à l'ouest.

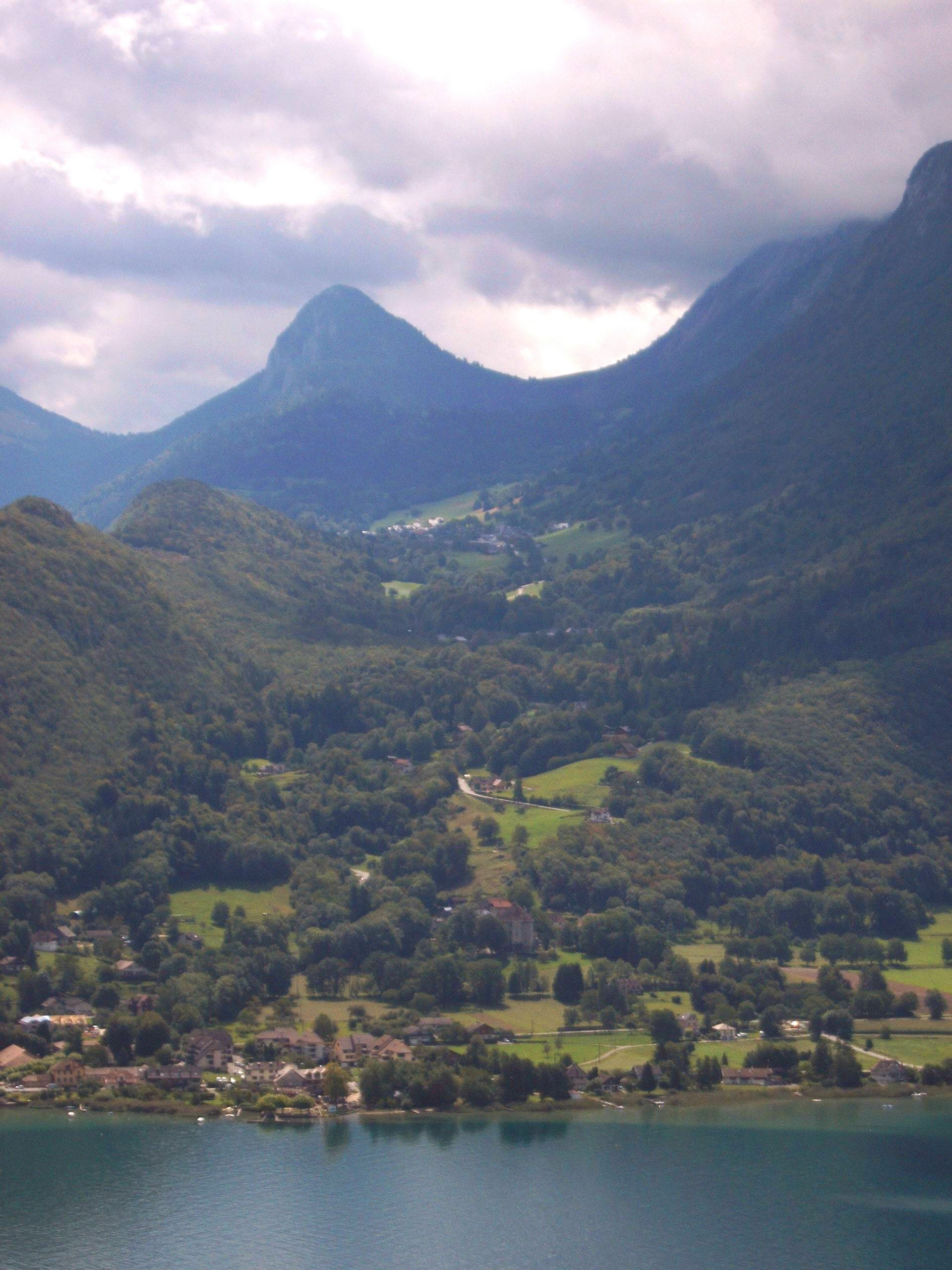
Vue depuis le nord de la vallée d'Entrevernes avec les rocs de la Combe et le col de la Frasse.